# 南赛乡
南赛乡是中国河北省邢台市内丘县下辖的一个乡。

## 行政区划
南赛乡下辖以下地区：
孙家坡村、石梯村、北赛村、张家赛村、郝家赛村、马家赛村、集上赛村、岭底赛村、寺沟村、花沟村、菩萨岭村、报子口村、石门村、南赛村、郭家沟村、神头村、邢家峪村、石盆村、天台村、大和庄村、西营村、东营村、后河庄村、石流河村、宁家庄村、小和庄村、色沟村、张公塔村、蔡庄村、任庄村和刘家沟村。

## 中国传统村落
- 神头村